# اسلام‌آباد قشلاق
اسلام‌آباد قشلاق، روستایی است از توابع بخش چشمه‌ساران شهرستان آزادشهر در استان گلستان ایران.

## جمعیت
این روستا در دهستان چشمه‌ساران قرار دارد و براساس سرشماری مرکز آمار ایران در سال ۱۳۸۵، جمعیت آن ۹۱ نفر (۲۶ خانوار) بوده‌است.